# Katharina Dobler
Katharina „Kathi“ Dobler (* 9. November 1918 in Zell an der Pram; † 9. Mai 2003 ebenda) war eine österreichische Volkskundlerin und Volkskultur-Aktivistin.

## Leben und Wirken
Nach dem Besuch der Volksschule Zell an der Pram und der Hauptschule Grieskirchen absolvierte Katharina Dobler eine kaufmännische Lehre und arbeitete als Verkäuferin. 1941 bis 1945 besuchte sie die Arbeiterschule in Linz, wo sie maturierte. Anschließend studierte sie an der Universität Graz Volkskunde, Germanistik und Philosophie und promovierte 1950 zur Dr. phil. Die Dissertation verfasste sie über den Mundartdichter Anton Schosser.
Anschließend trat Dobler als Bürokraft in den Landesdienst ein, wo sie dann beim Zentralkatalog tätig war. 1956 trat sie in den Bundesdienst über und arbeitete beim Bundesstaatlichen Volksbildungsreferat (später Förderungsstelle des Bundes für Erwachsenenbildung für Oberösterreich), deren stellvertretende Leiterin sie wurde.
Dobler setzte sich intensiv für Heimat-, Mundart- und Denkmalpflege ein. So gründete und leitete sie den Arbeitskreis Heimatpflege, initiierte die Gründung des Landesverbandes der Goldhauben-, Kopftuch- und Hutgruppen sowie anderer Landesverbände. Sie gründete ab 1969 Bildungszentren für kreative Freizeitgestaltung. Durch ihr Engagement wurde ein geplanter Abriss von Schloss Zell an der Pram verhindert und es renoviert und 1979 als Landesbildungszentrum eröffnet. 1985 bis 1991 war sie Obfrau des Stelzhamerbundes.

## Auszeichnungen
- 1975 Ehrenring der Gemeinde Zell an der Pram
- 1979 Goldenes Ehrenzeichen für Verdienste um die Republik Österreich
- 1980 Verdienstkreuz am Bande der Bundesrepublik Deutschland
- 1984 Ehrenbürgerin der Gemeinde Zell an der Pram
- 1985 Berufstitel Hofrat
- 1996 Ehrenring des Augustiner-Chorherrenstiftes Reichersberg
- 1998 Verdienstmedaille des Regierungsbezirkes Bayerisch-Schwaben
- Berufstitel Professor